# Юревка (Приморски район)
Вижте пояснителната страница за други значения на Юревка.
Юревка (на украински: Юр'ївка, на руски: Юрьевка) е село в Украйна, разположено в Приморски район, Запорожка област. През 2001 година населението му е 933 души.